# 亨氏假鰓鱂
亨氏假鰓鱂，為輻鰭魚綱鯉齒目鰕鱂亞目鰕鱂科的其中一種，為熱帶淡水魚，分布於非洲莫三比克淡水流域，體長可達4.1公分，棲息在池塘、溪流底中層水域，生活習性不明。

## 擴展閱讀
維基物種上的相關：亨氏假鰓鱂